# Hypena vestita
Hypena vestita är en fjärilsart som beskrevs av Moore 1885. Hypena vestita ingår i släktet Hypena och familjen nattflyn. Inga underarter finns listade i Catalogue of Life.